# پوست سیب‌زمینی
پوست سیب‌زمینی نوعی پیش‌غذا یا اسنک است. این پیش‌غذا درست شده از سیب‌زمینی‌های از وسط نصف شده‌است که یک‌چهارم درونش تخلیه می‌شود در حالی که هنوز پوست دارند. روی سیب‌زمینی موادی چون بیکن، پنیر چدار، پیاز سبز یا هر چیزی که در سیب‌زمینی تنوری استفاده می‌شود، ریخته می‌شود.

## تاریخچه
به عنوان یک پیش‌غذا، پوست سیب‌زمینی تقریباً از دههٔ ۱۹۷۰ در رستوران‌های زنجیره‌ای تی.جی.آی فرایدیز فروخته می‌شد و مدارک آن از سال ۱۹۷۴ موجود است. اگر چه، رستوران‌های دیگری چون پرایم ریب و آر.جی. گرانت ادعای فروش اولین پوست سیب‌زمینی را دارند.